# اخترشناسی نظری

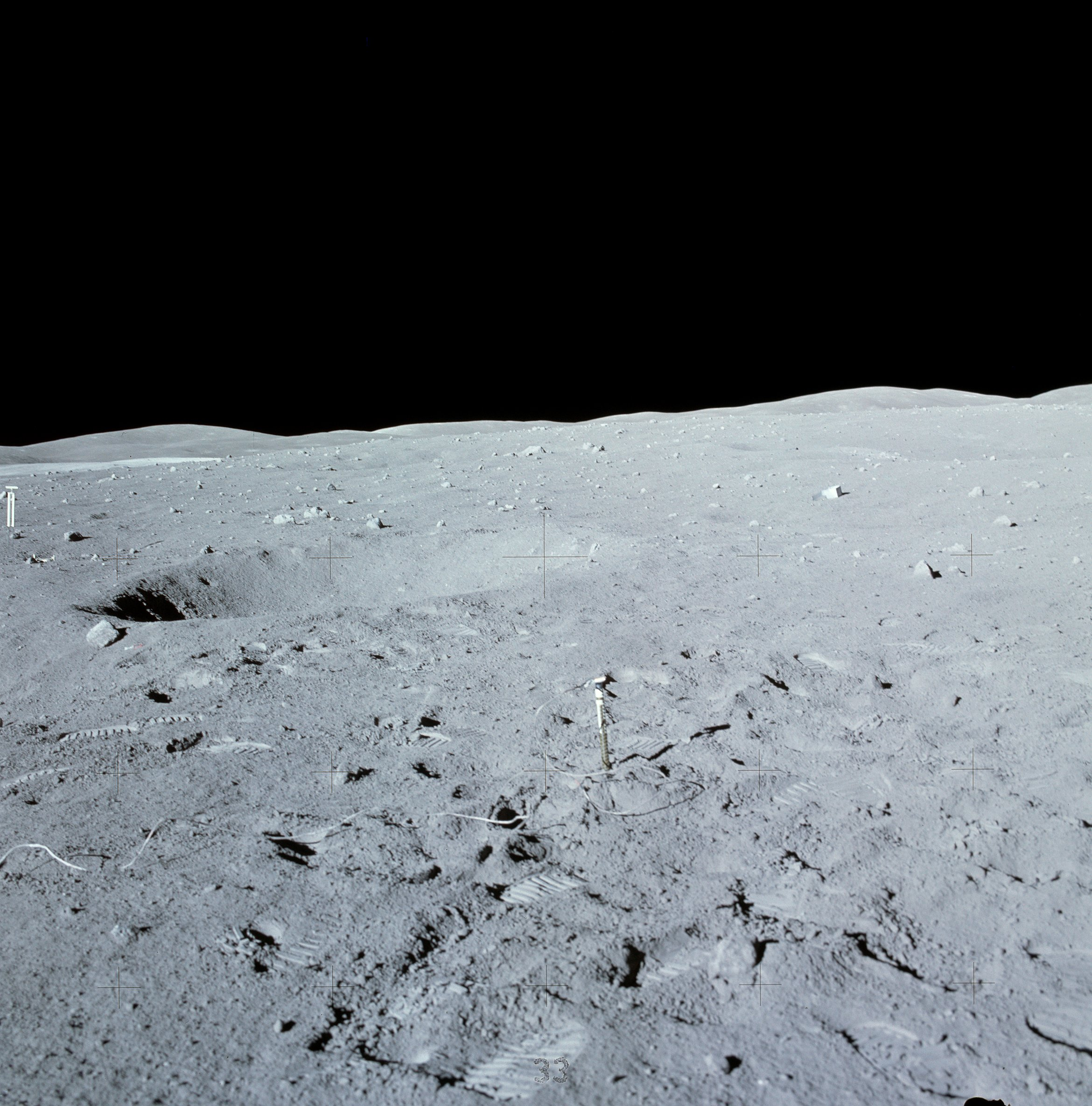
یکی از کاوشگرهای جریان گرما در آپولو ۱۶

اخترشناسی نظری شامل علم مطالعه اجرام فلکی و پدیده‌های آن بوسیله مدل‌های علوم فیزیک و شیمی می‌باشد.

## موضوعات مورد مطالعه
1. دینامیک ستاره ای و تکامل ستارگان
2. تشکیل کهکشان‌ها
3. ساختارهای بزرگ ماده در کیهان
4. منشأ پرتوهای کیهانی
5. نسبیت عام و کیهانشناسی فیزیک (شامل نظریه «ریسمان -کیهان‌شناسی» و «ذرات بنیادی-اخترفیزیک»)[۱]